# 李青崖
李青崖（1886年10月21日—1969年7月31日），名允，字戊如，号青崖，祖籍湖南湘阴。世居长沙。中国著名的翻译家，对莫泊桑小说更有精诚的探索。他翻译出版的法国文学著作有39部，其中28部为莫泊桑作品集。为沟通中法文化交流尽瘁一生。历任大学教授，上海市人民政府参事、上海市文史研究馆副馆长。

## 早年留学，科学救国，从工，从教，从戎。
李青崖出生于书香门第、官宦世家。高祖李星沅，字子湘，号石梧，道光十二年进士。诰授荣禄大夫，太子太保，两江总督兵部尚书兼都察院左都御史，广西钦差大臣，卒谥文恭。为道光年间一代名臣。著有《李文恭公全集》六十六卷，《梧笙联吟集》两卷和《李星沅日记》一卷。苏州沧浪亭内有邓廷桢大篆题跋＂李文恭公小坐图＂石刻传世。曾祖李桓 (江西布政使)，字叔虎，号輔堂，官至江西布政使兼署江西巡撫。在和太平军作战的艰难时期，分管江西粮台和厘金，＂为江西不可少之员。＂（曾国藩奏折）著有《宝韦斋类稿》百卷，及《百朝耆献类编》七百二十卷，是《清史稿》之资料重要来源。今杭州西冷印社小盘谷处有墨跡石刻＂留雲＂二字传世。祖父李輔燿，字补孝，号幼梅。光绪丙子乡试以副榜第一入仕，历任内阁中书，浙江盐运使，杭嘉湖道，宁绍台道。以治钱塘海宁工程赏按察使衔，二品顶戴。其才学过人，诗书画印无所不精，为杭州西泠印社创始人之一。著有《石塘图论》，《李桓事略》，《日记》六十二本，及《玩止水斋诗稿》两册221首。其中辛亥除夕一诗中有：＂酒到杯中都是淚，雪飞窗外不成团，君知今夕为何夕，宣统三年大统完。＂之句。李青崖从小就和祖父生活在一起。李幼梅服膺清初颜李两家学说，注意实践的事功，谋求自强之道，也注意文艺。晚清末叶，所谓名流新派知识分子大率如此。李青崖在其祖父熏陶下，十来岁是就明了持身严谨的长处，在日后一生中从事教学，致力译作，以及教育儿女，勤奋认真，一丝不苟的态度，即以此为起点。1907年秋，李青崖读完复旦公学土木科二年级课程，本科学救国之志，考取官费，到比利时列日大学理学院攻读采矿。他爱好西洋文学，也先选修法国文学，思想眼界扩大了不少。1911年十月辛亥革命爆发，推翻了封建王朝。李青崖次年束装回国，投身科学救国。1913年春，应湖南高等商业学校之聘，开设定性化学和矿物学两门课程；下学期复在湖南第一师范学校兼课。因北洋军阀部队到了湖南，李青崖的新派言论受到当局的注意，1914年初不得不离开长沙到开封，在陇海铁路工程局担任技术员，1915年秋，比利时遭德国侵占，所提供的铁道贷款中断，以致基建停顿，乃去山西矿务科任技术员，但设备简陋，未能一展所长。
1917年李青崖八月又回到长沙。先在湖南省商业专门学校教授法文及物理学，复在湖南楚怡工业专门学校教授矿物学及物理学。从1920年7月到1926年2月，历任湖南省公署法文秘书、湖南省交涉司〔后改为交涉署〕秘书。二十年代初，留法勤工俭学浪潮风起云涌，长沙蔡和生、蔡畅、徐特立等热烈响应。李青崖也热心支持这一行动，就在家里花厅开办留法预备班，参加学员有四五十人，给他们在出国前打下些法语基础。京沪学术界倡导文字改革，李青崖也在长沙办注音字母班。1926年北伐军兴，这年春夏之交，李青崖投笔从戎，为国民革命军第八路总指挥部交通处人员，又当长沙大公报随军记者。不久随军到达光复了的武汉. 1927年国共分裂，当年十月，李青崖脱离公职。

## 弃理从文，从师，倡导新文学，主攻文学翻译。
早在1921年，李青崖在长沙时，即参加了文学研究会，开始介绍和译述法国文学作品，有莫泊桑短篇小说三册，福罗拜的《波华荔夫人》及《法朗士著作》等，作为文学研究会丛书，在商务印书馆出版。曾在长沙组织湖光文学社，出版湖光半月刊，倡导新文学运动。1928年暮春，李青崖与上海北新书局曾定译书契约，举家迁沪，住宝山县城，远离上海尘嚣，安心译述莫泊桑短篇小说达一年之久。这些译作是《哼哼小姐集”、《鹧鸪集》、《苡威狄集》、《羊脂球集》、《遗产集》、《霍多父子集》、《蝇子姑娘集》、《珍珠小姐集》、《蔷薇集》等。另有伊巴鸠兹的长篇小说《启示录的四骑士》。1929年2月，应国立同济大学校长张群之聘，李青崖到吴淞担任同济附中校长。同济原为德国人创办，课程设置均照德国学制。李氏主持附中后，将课程按国民政府教育部规定，予以全面纠正，并请名师来执教，引进新思潮。1930年8月，吴淞中国公学校长马君武约李青崖担任文理学科学长；李同时兼任复旦大学文学院教授，后又担任大夏大学中国文学系主任。在上海初，李青崖为国际笔会活跃分子，与林语堂、邵洵美颇相得，一起创办《论语》杂志，与林语堂轮流分期主编。李青崖与徐仲年、黎烈文等法文文学翻译家亦往来颇密。黎烈文也是留法学生，一度为申报主编《自由谈》。黎谦称后学，李也应约撰文。李青崖又与郑振铎、耿济之、赵景深、谢六逸、傅东华、徐调孚、樊仲云等人，一起编过《文学周报》。

## 成就翻译 著述等身
作为翻译家同时要伺候两个主子，既要精通外文，又要善于利用本国语言。翻译要做到“信、达、雅”的确不易，既要保持原著风格，中译又要流畅通晓。李青崖主张，不但在句型上，而且在含义上，译文应尽量体会到原作者的意旨表达。李青崖著述等身。他译作中以莫泊桑小说最多，是人所共知的。莫泊桑有短篇小说巨匠之称，着重描写人情世态，文字简洁质朴。左拉称“莫泊桑的文字是清澈动听的流泉，我愿看到每代人到在这流泉中开怀畅饮。”李青崖认为莫泊桑写作范围很广，反映的思想活动也很复杂。但是，在他的作品里对下层，尤其对中下层妇女，都是抱着深切的同情，挖掘他们的生活痛苦，歌颂他们的朴质和鲜明的民族意识。对于上层社会的妇女，实际上是轻蔑的，把她们看作上层社会中的玩物，又是玩弄上层生活的人。莫泊桑字里行间，常常显出非凡的才华。抗战初期，除前述北新出版诸译作外，李青崖译作在商务印书馆出版的有：《莫泊桑短篇小说集》〔一〕〔二〕〔三〕，莫泊桑著《橄榄田集》和《天外集》，福罗拜尔著《波华荔夫人传》，法朗士著《波纳尔之罪》和《艺林外史》，伊巴涅兹著《四骑士》，安端等著《木马》〔喜剧〕，巴尔扎克等著《法兰西短篇小说集》，李青崖编著的《近代法国文学鸟瞰》和《1934年世界文学》。莫泊桑是短篇小说大师，文笔清新自然，用语准确，善于描绘人情世态，娓娓道来，显示他社会风俗画家的才华。李青崖先生如实地体显了莫泊桑的风格，相得益彰。

## 抗战岁月
抗战之前，执政当局推行不抵抗政策。有人在上海请李青崖教授翻译雷马克的《炮火》，因为书中法国土话〔丘八话〕很多，只有李氏这样熟悉法文的人才能译。李青崖拒绝翻译, 并表示《炮火》渲染战争的恐怖过多， 对正在开展艰苦卓绝的抗日战争的中国军民并不合适。他转而编译了宣扬民族意识的《俘虏集》(法国左拉、都德等著)，以鼓动抗日热情，此书于1936年由开明书店出版。李氏在代序中提出：“把国家和种族的存灭兴亡看作自己的个人切身利害，看作国民的责任心，能持久的壮烈勇毅自卫手段，呼吁奋起。”这本书的出版，对当时唤醒民众支持抗战颇有影响，也无疑的是对当局不抵抗政策的鞭挞。
1937年日寇入侵上海，李青崖江湾寓所被炮火所毁，他只抢救了一套法文原版的莫泊桑全集逃了出来。上海烽火声中，他不愿呆下去，自己随同复旦、大夏联大内迁，辗转到达贵阳，在大夏大学任教。其长子李颢参加医疗队，奔赴抗日前线，救死扶伤；次子李度，三子李庠，亦赴内地继续读书。李青崖在贵阳任教，又与蹇先艾主持抗战文艺协会贵阳分会，出版刊物，接待因抗战来黔的文化界人士。1942年7月，李青崖辞大夏教职，应约到辰溪，任国立湖南大学中国文学系教授。湘桂大撤退后，李青崖又到达陪都重庆。1945年春，应孙源介绍，在法国驻华使馆新闻处负责时事文件及小册子的编译、审核工作约半年，还译了《戴高乐传》出版。

## 从文，从教生涯
1945年八月到沙坪坝国立中央大学，任外国文学系教授。抗战胜利后随校迁回南京，在中央大学任教至1947年7月为止。1946年冬到1947年初，李青崖曾在上海为复刊的“论语”半月刊主编过三期。当时他审时度势， 力图使这个刊物在保持幽默讽刺风格的同时，内容更加贴近社会现实，保持幽默讽刺的风格，也刊载一些小说、译品，封面由丰子恺作漫画，辟“京话栏”〔南京方面的时事动态及漫评，由黄芝岗担任。1947年1月，因登载嘲笑当朝新宪法的《中华官国宪法》一文，刊物已印好正待发行，被老板邵洵美发现，横加干涉，撕下该文，涂改目录。李青崖因邵违反“编辑部是独立的”的约定，盛怒之下拂袖而去。
李青崖于1949年8月至1952年2月任震旦大学教授。李青崖在各大学任教数十年，他是怎样教学的，也是人们所关注的事。这里引用抗战时他在湖南辰溪湖南大学执教的事迹。四年中，他先后开出西洋文学史大纲、文学概论、短篇小说作法研究、古典小说选读、唐宋散文选、作文六门课程。在课堂上，先生娓娓讲析，引入种种可喜可愕的艺术境界。其间“点睛”的话头，常以妙语出之，谈言微中，使学生听而忘倦，沉思玩索而有得。学生谭佛雏曾有诗记其事：“施罗〔指施耐庵、罗贯中〕妙谛费推寻，花语飞来满座惊。相约明朝应起早，先生评点到儒林〔指“儒林外史” 〕。先生论文虽主性灵，仍以健拔为尚，曾称：“青年为文，最忌有脂粉气。”先生教学民主，多方启人思考，拓宽眼界，堂上如沐春风，堂下则亲如家人。

## 文史研究事业管理
1950年9月，李青崖任上海市文献委员会主任委员；1952年1月改任上海市文化局社会文化事业管理处处长；又担任上海市人民政府参事之职。1952年，上海市文化出版社出版了李青崖译《莫泊桑中短篇小说集》。1953年，上海市市长陈毅请李青崖担任上海市文史研究馆副馆长。其时，馆长张元济年登耄耋，德高望重而体力不济，时值初创时期，一应馆务概由李青崖主办。当时李氏已六十七岁了，认真负责，天天到馆办公，为团结和安置社会上老年的高层次文化人材，继承和发扬祖国传统文化，组织、发掘、提供近、现代中国史料作出卓越的贡献。

## 洁身自好
李青崖寓沪，家中墙上不悬书画。友人问道：“当代著名书画家沈尹默，吴湖帆，贺天健等都是文史馆的，何不请他们大笔一挥，不是增彩增色了吗？”李老微笑说：“我一生见过的书画多了，自己也有过不少。但经过三次战乱，即八一三淞沪抗战、长沙大火、湘桂大撤退，书画衣物几乎丢光，想起书画终究是身外之物，多留了也没有意思。沈、吴、贺等几位是当代书画名家，但都在文史馆，请他们执笔，固然是使蓬荜生辉，然而不免遭人物议，不可这么做。”他洁身自好，清介自重以至如此。

## 文革浩劫，含冤离世
“文化大革命”中，李老遭受无情打击，把他毕生译注书籍、未刊文稿、及辗转万里患难与共的法国原版文学书籍洗劫一空，说是“破四旧”。1969年7月备受凌辱的八十三岁老人，终于含冤离开了人间。

## 夫人吴琴清
李青崖夫人吴琴清（1886年10月15日-1983年10月24日），为吳殿英長孫女，常州人，与青崖同庚。她擅长国画、诗词、善绘花鸟，有声于世。原来上海市文史研究馆拟聘她为馆员，为李青崖所拒，说：“我担任馆长，聘她当馆员，不妥当。”直到文革结束，李氏逝世将近十年的1978年11月，吴琴清老人才被聘为馆员。她于1983年10月逝世，终年九十七岁。李青崖吴琴清夫妇的骨灰安葬在苏州洞庭东山。1979年1月，上海文史馆补行先生追悼会，将衣冠盒安放在上海龙华烈士陵园骨灰室。

## 年谱
- 1907年，复旦公学（即今复旦大学）肄业，同年赴比利时列日大学理工学院学习，同时钻研法国文学。
- 1911年，回国，返回湖南任教。
- 1920年到1926年间，开始发表文学翻译作品。曾组织长沙湖光文学社，出版《湖光》半月刊。还利用自家庭院为新民学会开办赴法预备班，自任法语教师。
- 1921年，经郑振铎介绍参加文学研究会。1923年，将历年翻译发表的莫泊桑短篇小说50多篇，辑成3集，作为文学研究会丛书出版。
- 1926年8月，作为随军记者随北伐军东进。
- 1927年举家落户上海。在上海，先后任同济大学附中校长、中国公学文理学学长、复旦大学、湖南大学、中央大学教授、大夏大学文学系主任。其间，1928年7月，在文学研究会的《文学周报》兼任编辑。此时开始，有计划地向国人翻译介绍莫泊桑小说。至1930年底，经上海北新书局出版9部李译莫泊桑小说集。
- 1932年，作为主要编辑人，与林语堂、郁达夫等共同发起创办《论语》周刊。
- 1937年抗战开始，随复旦大学师生内迁，经江西、湖南到达贵阳。其间，在内迁的大夏大学任教，并与谢六逸、蹇先艾等人组织“每周文艺社”，为《贵州晨报》开办《每周文艺》副刊，开展抗战文艺活动。1942年秋，到湖南，在湖南大学开设文学课程。
- 1945年回上海，在复旦大学和南京中央大学任教。
- 1949年5月，任上海市文献委员会主任委员。1953年，任上海文史馆常务副馆长。
- 1955年至1958年，李译莫泊桑长篇小说《俊友》、《温泉》、《人生》和李译《莫泊桑中短篇小说选（上、下）》先后由上海新文艺出版社出版。
- 1969年7月，于上海寓所逝世。
- 1978年后，李译的大仲马长篇小说《三个火枪手》、《莫泊桑短篇小说全集》、《莫泊桑长篇小说全集》等多部译著分别由上海译文出版社、湖南文艺出版社等出版。
- 至2010年，李青崖翻译出版的法国文学著作有39部，其中28部为莫泊桑作品集。

## 著作
- 《上海》（短篇小说集）1933，新月
- 《一九三五年的世界文学》（论文集，编1936) 商务印书馆

## 翻译书目
- 《莫泊桑短篇小说集》（1—3册）1923—1926，商务印书馆
- 《髭须》 （小说集）法国 莫泊桑著，1924，朴社
- 《木马》 （剧本）法国 雷里·安瑞著，1925，商务印书馆
- 《波华荔夫人传》（长篇小说, 包法利夫人,Madame Bovary）法国 弗罗贝尔(福楼拜)著，1927，商务印书馆
- 《波纳尔之罪》 （长篇小说）法国 法朗士著，1928，商务印书馆
- 《莫泊桑短篇小说集》9种，包括：
- 《哼哼小姐集》 法国 莫泊桑著 1929，法国 北新书局
- 《苡威获集》 法国 莫泊桑著 1929，北新书局
- 《鹧鸪集》 法国 莫泊桑著 1929，北新书局
- 《羊脂球集》 法国 莫泊桑著 1929，北新书局
- 《霍多夫子集》 法国 莫泊桑著 1929，北新书局
- 《遗产集》 法国 莫泊桑著 1929，北新书局
- 《珍珠小姐集》 法国 莫泊桑著 1930，北新书局
- 《蔷薇集》 法国 莫泊桑著 1931，北新书局
- 《绳子姑娘集》 法国 莫泊桑著 1931，北新书局
- 《启示录的四骑士》 （小说）西班牙 伊巴兹著，1929，北新；后改名《四骑士》，1939，商务印书馆
- 《艺林外史》 （小说）法国 法朗士著，1930，商务印书馆
- 《俘虏》 （短篇小说集）法国 左拉、都德等著，1936，开明书店
- 《法兰西短篇小说集》 法国 伏尔泰等著，1936，商务印书馆
- 《橄榄田集》 （短篇小说集）法国 莫泊桑著，1941，商务印书馆
- 《天外集》 （短篇小说集）法国 莫泊桑著，1941，长沙 商务印书馆
- 《戴高乐将军传》 法国 讷闪著，1945，世界编译所
- 《饕餮的巴黎》 （长篇小说）法国 左拉著，1949，上海国际文化服务社
- 《莫泊桑中篇小说选》法国 莫泊桑著 1952，上海文化工作社
- 《俊友》 （长篇小说）法国 莫泊桑著，1955，上海译文出版社
- 《温泉》 （长篇小说）法国 莫泊桑著，1955，新文艺出版社
- 《莫泊桑中篇小说选集（1、2册）》 法国 莫泊桑著 1956，新文艺出版社
- 《人生》 （长篇小说）法国 莫泊桑著，1957，新文艺出版社
- 《三个火枪手》 （上下册，长篇小说）法国 大仲马著，1978，上海译文出版社